# یارحسنی و ننه کوچیکه و دختر نارنج و ترنج
یارحسنی و ننه کوچیکه و دختر نارنج و ترنج کتابی از شکوه قاسم‌نیا است که در سال ۱۳۷۱ منتشر و در مراسم کتاب سال جمهوری اسلامی ایران به‌عنوان کتاب شایسته تقدیر معرفی شد.